# 民衆十字軍

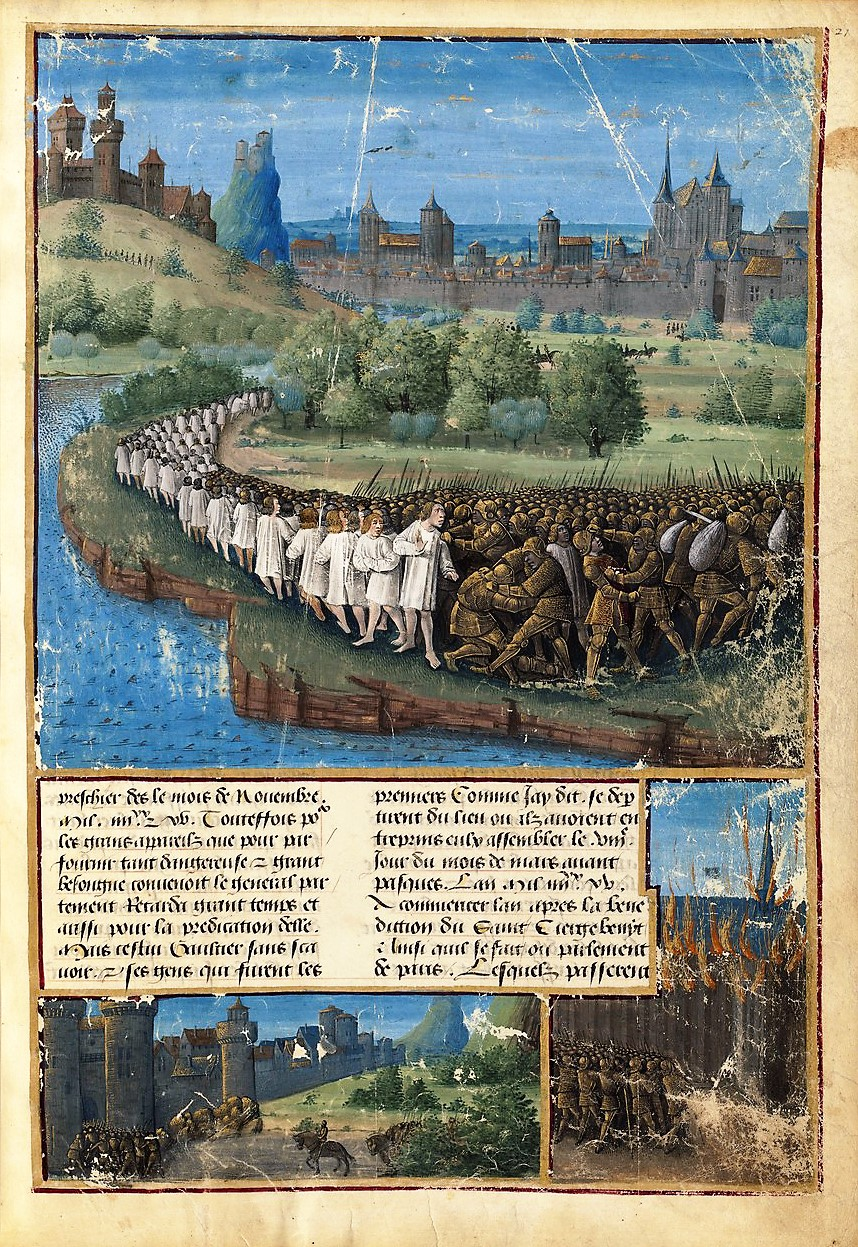
民衆十字軍の壊滅

民衆十字軍（みんしゅうじゅうじぐん、英: People's Crusade）または農民十字軍（のうみんじゅうじぐん、英: Peasant's Crusade）、貧者十字軍（ひんじゃじゅうじぐん、英: Pauper's Crusade）は、第1回十字軍の一部として1096年に起こった西ヨーロッパの庶民たちによる大規模な聖地巡礼運動。
初期の十字軍では、諸侯や騎士らによる軍事行動と、社会の熱狂で生まれた巡礼運動は不可分であり、十字軍部隊には武器を持たない群集多数も付き従っていた。中には諸侯に従わない民衆らによる巡礼団が勝手に出発することもしばしばだった。十字軍末期にも少年十字軍や羊飼い十字軍などさまざまな民衆十字軍が登場しているが、この時期はすでに社会一般の巡礼熱も冷め諸侯らも巻き込んだ運動とはなりえなかった。
この項では1096年の4月から10月に起きた民衆十字軍について記述する。北フランスで遊説した修道僧・隠者ピエールと騎士ゴーティエ・サンザヴォワール（無一文のゴーティエ）に率いられてフランスを出た一行は小アジアにまで達したがルーム・セルジューク朝の軍に敗れほぼ全滅し、わずかな生き残りのみが第1回十字軍に合流できた。

## 背景
ローマ教皇ウルバヌス2世は1095年11月にクレルモン教会会議で聖地への軍の派遣を訴え、瞬く間に熱狂が西ヨーロッパを覆った。教皇が当初考えていた南フランス諸侯による軍の出発日は聖母被昇天の祭日である翌1096年の8月15日であったが、その数ヶ月も前に、民衆や下級騎士らによる自発的で想定外の軍勢がエルサレムへ出発した。
11世紀は中世の温暖期にさしかかり、人口や農業生産が増加しており、人々は移住や開墾や下克上などでその力を発散させ、きっかけさえあれば爆発が起こる状態だった。一方で庶民らは数年前から旱魃や飢饉、疫病に苦しんでおり、中には苦境からの逃避と救いを求めて巡礼に参加した者もあった。また1095年初頭には流星雨・オーロラ・月食・彗星といった天体現象が起きており、こうしたものも天からの祝福として庶民を刺激していた。同じころにライ麦などの麦角菌が引き起こす麦角中毒も蔓延し、麦角中毒の流行後は贖罪や転地療養としての巡礼が流行しやすい状態だった。新たな千年紀の始まりである11世紀初期に高まった千年王国への待望もこの時期復活しつつあった。こうした状況が、ウルバヌス2世の期待していた数千人規模の騎士による遠征というものを大きく超え、4万人の大移住団へと拡大する。その多くは未熟な戦士で、女性や子供も多かった。
これを精神的に主導したのが、カリスマ性の高く熱心な説教師でもあるアミアンの隠者ピエールであった。彼はロバにまたがり質素な服を着て、北フランスからフランドルまでの広範囲を精力的に十字軍への参加を説いて回った。ピエールはキリスト本人が目の前に現れ説教をするよう命じられたと主張し、彼の追随者の中には十字軍を考えたのはウルバヌス2世ではなくピエールであると主張する者もいた。
後年の民衆十字軍に対するイメージでは、彼らは無知で無能な農民の集団で、どこを通過しているかも分からず、途中で街を見るごとにエルサレムだと思い込んだというものがある。しかし参加者が庶民と呼ばれたのは聖職者や諸侯に対しての庶民という意味であり、中には中小の土地所有者など富裕な者や下級聖職者も参加しており、兵士の経験のないものばかりでなく騎士たちも参加していた。十字軍に関する『第1回十字軍年代記』を残したシャルトルのフーシェや、「無産公」あるいは「文無し」の異名で知られる主も家臣もいない下級騎士ゴーティエも参加者であった。また当時はエルサレム巡礼の盛んな時期で（ピエール自身も十字軍以前にエルサレムへ巡礼した経験があるという説がある）、エルサレムへの距離や位置を誰も知らなかったというのは誇張であろう。

## ユダヤ人への虐殺
十字軍運動の高まりは、反ユダヤ主義の爆発にもつながった。フランスやドイツの一部では、ユダヤ人がイスラム教徒同様の敵とみなされた。ユダヤ人はキリストの磔刑に責任があると考えられており、遠いイスラム教徒とは違いすぐそこにいる異教徒であったため、十字軍運動の渦中にいる庶民の中には遠くまで異教徒と戦いに行かずともすぐ近くに異教徒がいるではないかと疑問を呈するものもいた。
またエルサレムへの遠征に行く者たちが資金を必要としていた事情も考えられる。ラインラントのユダヤ人共同体は、キリスト教徒が忌避していた金貸しを営むのに宗教的制限がなく、比較的豊かな生活を送っていた。十字軍参加者の多くは武器や装備の購入で借金をする必要があったが、西欧のキリスト教が当時高利貸しを禁じていたためユダヤ人金融業者から金を借りざるを得なかった。こうしたことが、十字軍の延長としてユダヤ人殺しを行うことの正当化につながった。
ユダヤ人迫害の中心にはゴットシャルク（Gottschalk）やフォルクマー（Folkmar）といった説教師、ライニンゲン伯エミッヒらがいた。1096年の春から夏にかけ、ザクセン、マクデブルク、ボヘミア、ラインラント（特にマインツとケルン）など各地で、これらの人物に率いられた集団がユダヤ人共同体を襲い殺戮を行った。

## ゴーティエとフランス人たち

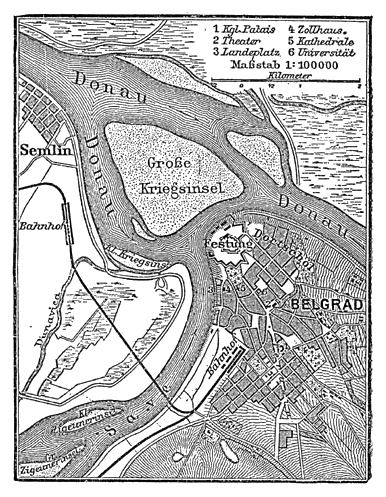
ベオグラードの地図（1888年）。図の上側をドナウが流れ、セムリン（ゼムン）の町は左側に、ベルグラード（ベオグラード）は右側にある。

フランス人軍勢を率いる隠者ピエールは1096年4月12日にケルンに集結し、ここでドイツ人に説教してさらに十字軍参加者を募ろうとした。しかしフランス人らはピエールの説教やドイツ人の集結を待っていられず、ゴーティエ・サンザヴォワールの指揮下で数千人が出発し、5月8日にはハンガリー領内に達した。彼らは大過なくカールマーンの治めるハンガリーを通り、サヴァ川とドナウ川の交わる地点にあるハンガリーと東ローマ帝国との国境の町・ベオグラードに着いた。
大軍勢の到着にベオグラードの東ローマ帝国の司令官は驚き、このような場合の対処に関する命令もなかったことから市内立入を拒んだ。十字軍の群集らは食糧の補給を絶たれ農村を略奪しはじめ、やがてベオグラードの兵との小競り合いになる。さらに悪いことにゴーティエの部下16人がサヴァ川対岸のハンガリー領内の町セムリン（現在のゼムン）の市場を略奪し捕まり、脱がされた甲冑や服を城壁の外に吊るされた。最終的に十字軍はニシュへの通過を許された。ニシュでは食糧の補給を受け、東ローマの首都コンスタンティノープルから領内通過の許可の知らせを受け取った。7月の終わりまでに、東ローマ兵の先導により一行はコンスタンティノープルへたどり着いた。

## ピエールらのバルカン半島横断
隠者ピエールと残った4万人規模の十字軍一行は4月20日にケルンを出た。その後に前述のゴットシャルクに率いられた軍勢とフォルクマーの軍勢、ライニンゲン伯エミッヒの軍勢が続いた。ピエールの軍勢はドナウ川に着き、一部は船でドナウを下ったが本隊は陸路を進みエーデンブルク（Ödenburg, 現在のショプロン）でハンガリーに入った。一方、ゴットシャルク、フォルクマー、エミッヒらの軍勢は各地のユダヤ人共同体を襲いながらピエールらを追うようにドイツからハンガリーへ向かった。ピエールの本隊は大きな事件も起こさず、東ローマとの国境のセムリンで、船で下った部隊と合流した。
セムリンの城壁にゴーティエの部下らの服や甲冑が晒されていたことから、一行の間に疑心暗鬼が生じ、さらに市場で靴の値段を巡る言い争いから暴動が起こり、ピエールの制止にもかかわらず全面的な武力衝突になってしまった。ハンガリー人4千人が殺されセムリンは十字軍に征服された。十字軍はサヴァ川をベオグラード側に渡り、東ローマ兵との小競り合いの後、住民の逃げ出したベオグラードを占領して略奪・放火した。
十字軍はベオグラードから7日間行進してニシュに7月3日に到着した。ニシュの町の司令官から「すぐに出てゆくならば食糧もコンスタンティノープルへの道案内も与える」と約束されたピエールはこれを受け入れ、翌朝一行はニシュを発とうとした。しかしドイツ人の一部が通り沿いの住民と口論をして製粉所に火を放ち、ニシュの全兵士が十字軍との交戦に入り、ピエールの制止も及ばずまたしても戦闘に突入した。ニシュの兵士は十字軍を完全に圧倒し、ここで一行の4分の1に当たる1万人が失われた。
生存者はこの先にあるベラ・パランカで再集合し、7月12日にソフィアにたどり着いた。ここからは東ローマ帝国から派遣された道案内が一行を先導し、コンスタンティノープルへは8月1日に到着した。ゴットシャルクやフォルクマー、ライニンゲン伯エミッヒらの軍勢はハンガリー領内で壊滅しており、コンスタンティノープルに入ったのはゴーティエの先発隊とピエールの本隊だけであった。

## 指揮の混乱
東ローマ皇帝アレクシオス1世コムネノスは、普通の軍隊でない「軍隊」の予想外の到来に対して困り果てた。大軍に対する食料の負担も重く、治安上の不安も増したため、皇帝は3万人余りの軍勢をボスポラス海峡の対岸へ渡らせることにし、8月6日に一行は小アジア側に到着した。皇帝は一行がテュルクにより皆殺しされるのを承知の上で道案内もつけずに十字軍を小アジアに送り出したのか、あるいは皇帝は制止したにもかかわらず一行が行進を続けることを言い張ったのか、現在に至るまで論争がある。どちらにせよ皇帝はピエールに対し、民衆十字軍よりもはるかに精強なテュルク軍との交戦はしないよう、また西欧からの諸侯らによる十字軍本隊を待つよう警告したことが記録に残っている。
ピエールはゴーティエ指揮下のフランス人たちや同時期到着したイタリア人十字軍部隊と合流した。小アジアで一行は農村を襲いながらマルマラ海東奥のニコメディアの町に着いたが、ここで一行の中のドイツ人・イタリア人対フランス人の口論が起こった。ピエールの主導権は失われ、ドイツ人とイタリア人はフランス人たちから別れてレイナルド（Rainald）というイタリア人を新たな指導者に選び、一方フランス人らの指揮はジェフロワ・ビュレル（Geoffrey Burel）という人物がとった。
ピエールが皇帝から、諸侯らによる十字軍本隊を待つようにとの指図を受けていたにもかかわらず、ピエールの指導を離れた十字軍は諸侯らを待たずにばらばらになりながら小アジアを大胆に進んでゆき、ついにフランス人らはルーム・セルジューク朝の首都ニカイア付近に達し、近郊のギリシャ人やトルコ人の村を略奪した。一方ドイツ人ら6千人はニカイアの東へ歩いて4日のクセリゴルドンへと進撃して9月18日にこの町を陥落させ、周囲の略奪の拠点とした。
これに対し、ルーム・セルジューク朝のクルチ・アルスラーン1世は攻城戦のために軍を送り、9月21日から攻囲戦に入った。クセリゴルドンへの水の供給は絶たれ、十字軍の兵たちは喉の渇きでロバの血や自らの尿を飲むほどに苦しんでおり、9月29日にクセリゴルドンはあっけなく奪還された。捕虜となった兵らのうちイスラムへ改宗した者らはペルシャ東部のホラーサーンへ送られ、改宗を拒んだ残りは殺された。

## 戦いの結果
ニカイア近郊に陣取るフランス人らの宿営地では、トルコ人のスパイ二人が潜入して、クセリゴルドンを落としたドイツ人たちがニカイアも陥落させたという噂を流した。たちまち興奮が発生し、できるだけ早くニカイアに着いて略奪に加わろうと浮き足立つ者が現れた。もちろん、クルチ・アルスラーン1世はニカイアへの街道の途中に伏兵を置いていた。
やがてクセリゴルドンが実際には陥落しているという話が一行に届くと、興奮はパニックへと変わった。ピエールはコンスタンティノープルへ補給を求めるために戻っており、一行の指導者たちはまずはピエールの宿営地への帰還を待つべきだと議論した。しかし軍勢の多数の支持を受けていたジョフロワは待つのは臆病だとして、このままニカイアへ進んでトルコ人と戦うべきだと主張した。ジョフロワの強硬意見が支持を集め、10月21日の朝、2万人の十字軍は女・子供・老人・病人を宿営地に残してニカイアへの行進を始めた。
宿営地から3マイルのところにあるドラコンの村の近くで、街道は木々が生い茂る狭い谷間に入っており、セルジューク朝の伏兵が潜んでいた。騒がしく行進してきた十字軍は、この谷間で矢の一斉射撃の的となった。パニックに陥った軍勢は数分で総崩れとなり宿営地へ敗走し、宿営にいた者も散り散りに逃げ出した。民衆十字軍はこの戦いでほぼ壊滅し、子供や女性その他降伏した人々はかろうじて助命されたが奴隷にされた。戦おうとした兵士数千人は全滅し無産公ゴーティエも死んだ。これがドラコンの戦い（キボトシュの戦い）である。ジョフロワ・ビュレルを含む3千人ほどが放棄されていた古い城跡に立て篭もった。
東ローマ帝国はボスポラス海峡の東へ軍を派遣して立て篭もった軍勢を助けた。この数千人だけがコンスタンティノープルへ戻り隠者ピエールと合流し、後に第1回十字軍に合流した。

## 評価
民衆十字軍は何ら軍事的成果を収めることなく崩壊したが、十字軍の巡礼としての側面から考えると民衆こそが十字軍の担い手であったといえる。民衆十字軍についての評価は、11世紀末や12世紀の当時から今日まで様々に分かれている。物的にも精神的にも貧しい集団として、軍事的に足手まといになったことや無秩序な烏合の衆で行く先々で略奪をしたことを強調する否定的な見方もあれば、民衆史観などの立場から、当時の中世ヨーロッパの貧しい生活から抜け出そうとした民衆による運動として見るものもある。隠者ピエールに対する今日の見方も、怪しげな扇動者というものから、民衆指導者としてのある程度の評価まで分かれている。